# Masarykův salonní vůz

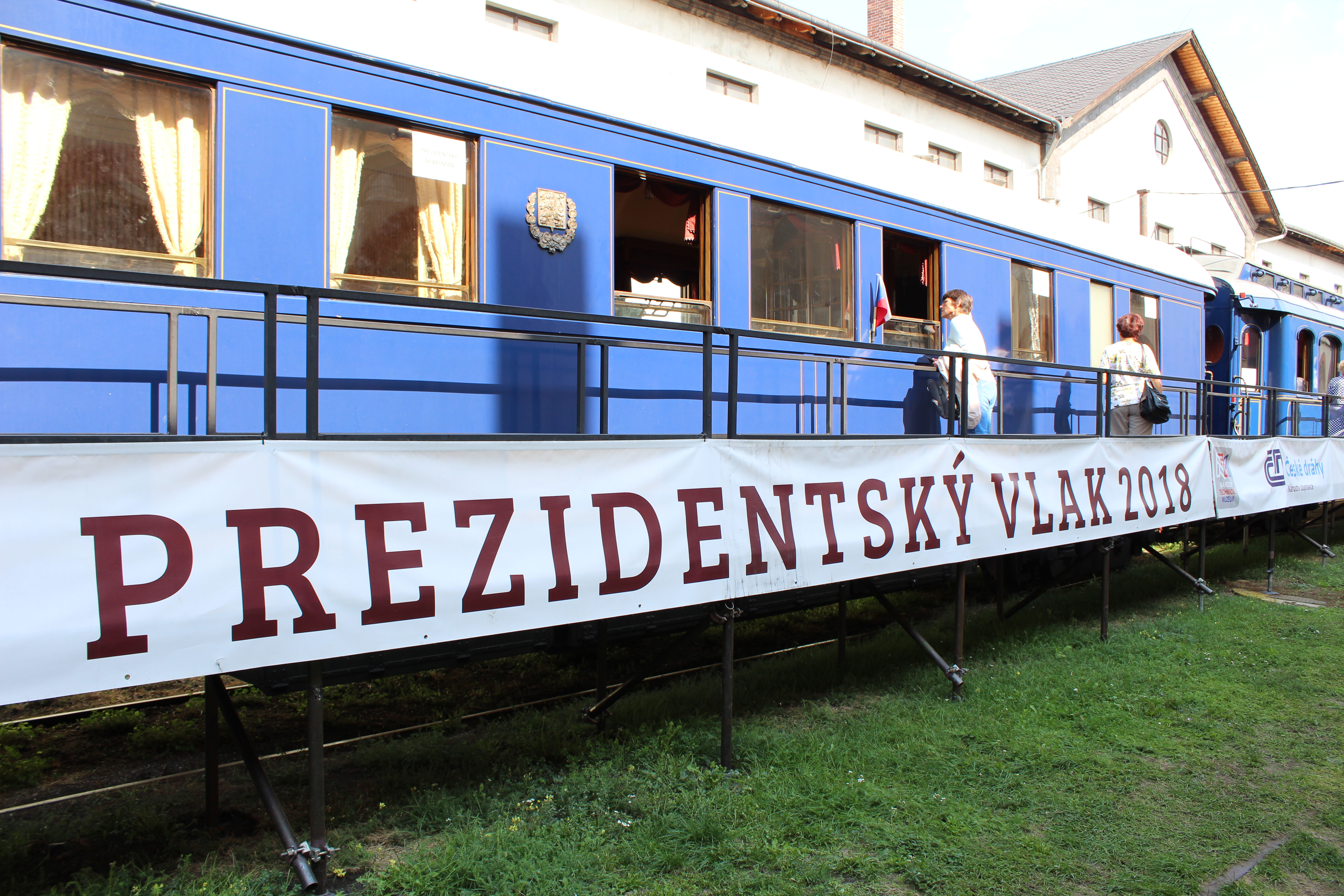
Prezentace v Praze (2018)

Salonní vůz Aza 80 je osobní železniční vůz vyrobený v roce 1930 pro československého prezidenta Tomáše Garrigua Masaryka.
Tento celokovový, tmavomodrý salonní vůz se státním znakem na boku a s pensylvánskými podvozky byl vyroben pro prezidenta ČSR T. G. Masaryka k jeho 80. narozeninám, v provozu je od 7. 3. 1930 (den prezidentových narozenin) Poprvé vůz Masaryk použil k cestě na zotavenou na francouzskou Riviéru. Masaryk tímto vozem podnikal nejen četné státnické cesty po Československu i po zahraničí, ale jezdil s ním též na dovolené.  Doprovázel ho i na jeho úplně poslední cestě – tvořil doprovod smutečního vlaku z Prahy, který v úterý 21. září 1937 vezl zesnulého prvního československého prezidenta do Lán (Stochova, tehdy nádraží Lány). Vůz využíval protektorátní prezident Hácha, v květnu 1945 jím dojel do Prahy prezident Beneš a ke státnickým účelům se používal až do roku 1967, kdy byl vyřazen a nahrazen novým vozem z VEB Waggonbau Bautzen a měl být sešrotován.

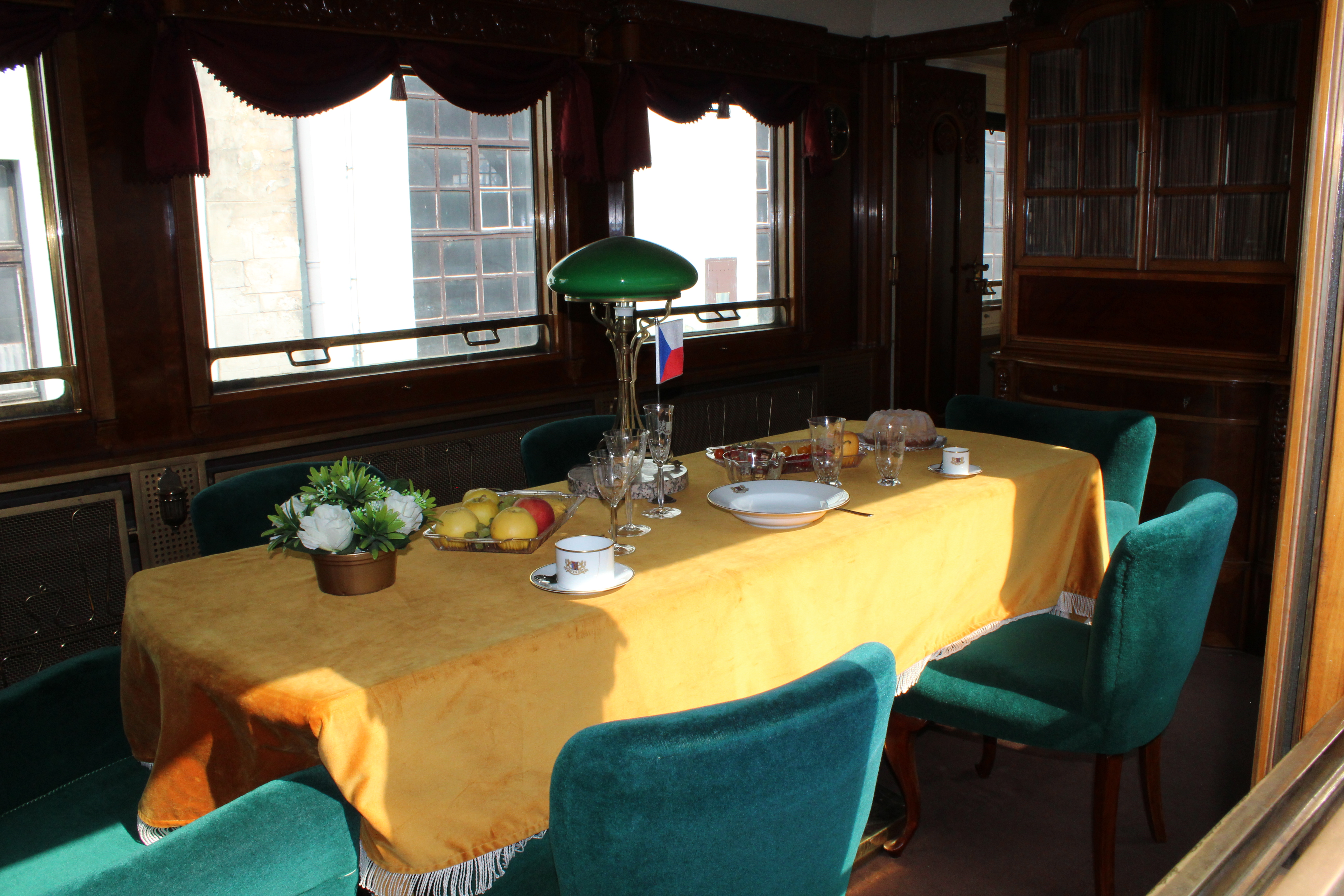
Jídelna

Vůz byl vyroben ve smíchovské firmě Ringhoffer pod výrobním číslem 123648. Tento vůz představuje evropskou špičku ve výrobě osobních železničních vozů. Interiér je z australské třešně, do té je vložena řezba z pařeného dřeva hrušky. Dominantou interiéru je mohutný lustr s 86 žárovkami.Výzdobu vozu navrhl architekt Josef Jonáš. Podél boční chodbičky se postupně nachází oddíl pro zavazadla + elektrotechnický oddíl, oddíl se dvěma lůžky, skříň + umývárna, malá ložnička s jedním lůžkem, salon, velká ložnička s jedním lůžkem, umývárna, oddíl pro doktora s jedním lůžkem, WC, oddíl pro tajemníka s jedním lůžkem, oddíl pro službu se dvěma lůžky a kuchyně se sporákem, skříň s klíči a topná komora. Vůz měl zařízení pro poslech rádia a telefon. Maximální rychlost 56 tun těžkého vozu byla  140 kilometrů v hodině, vytápění zajišťovala pára nebo lokální teplovod s kamny umístěnými v jednom z představků.  
Vůz před sešrotováním v roce 1969 zachránil technický náměstek železničních opraven v Českých Velenicích Jiří Sedláček, za což byl následně odvolán, neboť T. G. Masaryk tehdy nebyl politickou elitou oblíben. Vůz chátral v objektu ŽOS České Velenice až do revoluce a následné privatizace podniku. Nový ředitel společnosti Jiří Sedláček zajistil v českovelenických opravnách celkovou rekonstrukci. Až do konce svého života se o vůz staral a osobně ho doprovázel na mnoha akcích. Po jeho smrti  v roce 2014 byl vůz darován NTM Praha.
Vůz je provozní a jako majetek NTM Praha je veden v DKV Lužná u Rakovníka a téže domovské stanici. Od 18. 3. 1999 byl v KOV veden pod číslem 80 54 89-00 281-8, nápisy na voze však uvádějí domovskou stanici České Velenice a číselné označení 51 54 89-40 080-1. V roce 2016 došlo k převedení vozu v KOV pod nový kód 089.